# Хушенг ибн Кавус
Хушенг ибн Кавус (1372—1382) — Ширваншах, сын Кавус ибн Кей Кубада.
Из династии Кесранидов. Хушенг находился в заложниках при султане Увейсе. В 1372 году после смерти отца, Хушенг прибыл в Ширван и занял престол. В период разложения государства Джелаиридов ширваншах Хушенг укрепил свою власть и государство. Ему удалось помирить двух братьев Увейса - Ахмада и Баязида. В это время область Мугань входила в состав государства Ширваншахов. В конце XIV века в Ширване вспыхнуло восстание мелких феодалов и крестьян против знати. В результате восстания в 1382 году Хушенг был убит. После Хушенга феодалы Ширвана избрали правителем Шейха Ибрахима I, представителя боковой ветви той же династии Ширваншахов — Дербенди.